# Mat del pastor

Animació del mat del pastor.

En escacs, l'escac i mat del pastor (o també mat del pastor, conegut en literatura escaquística en anglès com a scholar's mate) és un escac i mat que es produeix després dels moviments successius del blanc 1.e4 2.Dh5 3.Ac4 (també serveix 2.Df3) seguit de 4.Dxf7#. Hi pot haver lleugeres variacions en l'ordre de les jugades, però la idea bàsica és que la dama i l'alfil cooperin per atacar el punt f7, que és el més feble al voltant del rei, ja que està defensat només per aquesta peça. De fet, la idea d'atacar f7 és molt típica en nombroses obertures obertes, i es mostra en la seva forma més crua en aquest mat.
És habitual que les partides entre principiants acabin amb el mat del pastor. No obstant això, és fàcilment defensable. Per exemple, després de 1.e4 e5 2.Ac4, 2...Cf6 l'impedeix, ja que evita 3.Dh5 (la dama seria capturada pel cavall) i a més cobreix l'atac contra f7 si el blanc juga 3.Df3. O bé 1.e4 e5 2.Ac4 Ac5 3. Dh5?! De7, defensant alhora els peons e5 i f7 amb la dama.

## Llegenda
Aquest mat rep el seu nom d'una història popular, que narra com un rei que va sortir a caçar es va trobar amb un pastor. Aquest últim el va convidar a jugar una partida d'escacs, la qual cosa el rei va acceptar en la confiança que guanyaria fàcilment, però per sorpresa del rei, el pastor el va vèncer en només quatre jugades, justament les del mat del pastor.